# Liste der Kulturdenkmäler in Herdorf
In der Liste der Kulturdenkmäler in Herdorf sind alle Kulturdenkmäler der rheinland-pfälzischen Stadt Herdorf einschließlich der Ortsteile Dermbach und Sassenroth aufgelistet. Grundlage ist die Denkmalliste des Landes Rheinland-Pfalz (Stand 4. Mai 2023).

## Einzeldenkmäler
| Bezeichnung                          | Lage                                | Baujahr                    | Beschreibung | Bild            |
| ------------------------------------ | ----------------------------------- | -------------------------- | --- | --------------- |
| Bahnhof Herdorf                      | Bahnhof 1 Lage                      | gegen 1861                 | Stationsgebäude der Siegtalbahn; Klinkerbau, eingeschossiger Seitenbau, gegen 1861                                   | BW              |
| Wohnhaus                             | Bahnhofsweg 5 Lage                  | 17. oder 18. Jahrhundert   | Fachwerkhaus, verkleidet und verschiefert, wohl aus dem 17. oder 18. Jahrhundert                                     | Fotos hochladen |
| Wohnhaus                             | Glockenfeld 14 Lage                 | 17. oder 18. Jahrhundert   | Fachwerkhaus, verkleidet, wohl aus dem 17. oder 18. Jahrhundert                                                      | Fotos hochladen |
| Evangelische Pfarrkirche             | Glockenfeld 16 Lage                 | 1795                       | Saalbau, 1795, Turm 1896/97                                                                                          | Fotos hochladen |
| Quereinhaus                          | Glockenfeld 19 Lage                 | 18. Jahrhundert            | Quereinhaus mit Niederlass, teilweise Fachwerk und verschiefert, 18. Jahrhundert                                     | Fotos hochladen |
| Katholische Pfarrkirche St. Aloysius | Hauptstraße 22 Lage                 | 1884/85                    | neugotische Bruchsteinbasilika, 1884/85; Gesamtanlage mit Pfarrhaus (Hauptstraße 24): Bruchsteinbau, bezeichnet 1885 | Fotos hochladen |
| Wohnhaus                             | Hauptstraße 30 Lage                 | spätes 19. Jahrhundert     | Wohnhaus, verschiefert, spätes 19. Jahrhundert                                                                       | Fotos hochladen |
| Wohnhaus                             | Hermannsplatz 5 Lage                | 1668                       | Fachwerkhaus, teilweise massiv und verschiefert, bezeichnet 1668                                                     | Fotos hochladen |
| Wohnhaus                             | In den Buchen, zu Nr. 6 Lage        | 18. Jahrhundert            | Fachwerkhaus, teilweise verschiefert, Krüppelwalmdach, 18. Jahrhundert                                               | Fotos hochladen |
| Wohnhaus                             | Königsmauer 20 Lage                 | Mitte des 19. Jahrhunderts | Wohnhaus der Herdorfer Mühle; verschieferter Fachwerkbau, Mitte des 19. Jahrhunderts                                 | Fotos hochladen |
| Wohnhaus                             | Körnerstraße 19 Lage                | 18. Jahrhundert            | Fachwerkhaus, 18. Jahrhundert                                                                                        | Fotos hochladen |
| Missionskreuz                        | nördlich oberhalb der Stadt Lage    | 1905                       | neugotisches Sockelkreuz, bezeichnet 1905                                                                            | Fotos hochladen |
| Kriegerdenkmal                       | südlich der Stadt am Waldrand Lage  |                            | Kriegerdenkmal 1914/18 (?); Rundturm, Basalt                                                                         | Fotos hochladen |
| Wohnhaus                             | Dermbach, Dorfwiese 4/6 Lage        | 18. Jahrhundert            | stattliches Fachwerkhaus, teilweise verschiefert, 18. Jahrhundert                                                    | BW              |
| Katholische Kirche St. Josef         | Dermbach, Kirchstraße 15 Lage       | Ende des 19. Jahrhunderts  | neugotische Hallenkirche, Ende des 19. Jahrhunderts                                                                  | BW              |
| Hofanlage                            | Dermbach, Rolandstraße 31 Lage      | 18. Jahrhundert            | Fachwerkhaus, teilweise massiv und verschiefert, 18. Jahrhundert, Fachwerkstall, 18. oder 19. Jahrhundert            | BW              |
| Wohnhaus                             | Sassenroth, Hellertalstraße 37 Lage | frühes 18. Jahrhundert     | Fachwerkhaus, frühes 18. Jahrhundert, im 19. Jahrhundert überformt; ortsbildprägend                                  | BW              |